# Jerry Rullo
Generoso Charles Rullo, detto Jerry (Filadelfia, 23 giugno 1923 – Filadelfia, 21 ottobre 2016), è stato un cestista statunitense, professionista nella BAA, nella ABL e nella NBA.

## Palmarès
- Campione BAA (1947)
- Campione EPBL (1951)
- EPBL Most Valuable Player (1951)